# Pamir Airways
Pamir Airways era uma companhia aérea privada com sede em Cabul, Afeganistão, operando voos regulares de passageiros fora do Aeroporto Internacional de Cabul. O nome da empresa é derivado das Montanhas Pamir e se traduz como "telhado do mundo".

## História
Como a primeira companhia aérea privada na história do país, Pamir Airways recebeu um Certificado de Operador Aéreo em 1994 pelas autoridades então responsáveis pela aviação civil no Estado Islâmico do Afeganistão. As operações de voo foram lançadas em 1995 com uma frota inicial de um Boeing 707-300 e duas aeronaves Antonov An-12. 
Em abril de 2008, a Pamir Airways foi adquirida por um grupo de empresários afegãos sob a liderança de Sherkhan Farnood, presidente da Câmara de Comércio e Indústrias do Afeganistão e ex-presidente do Banco de Cabul, que posteriormente se tornou presidente da companhia aérea. Após o investimento, a Pamir Airways recebeu um empréstimo de $98 milhões do Kabul Bank, que mais tarde foi exposto como tendo padrões de crédito indescritivelmente ruins (por exemplo, poucos ou nenhum juro exigido, nenhuma garantia exigida e reembolso essencialmente opcional) Um esforço foi feito para reorganizar os ativos do Pamir, incluindo sua frota envelhecida de aviões no solo, que não podiam ser vendidos a preços altos o suficiente para recuperar o dinheiro, no entanto. Como consequência, a licença da empresa aérea foi retirada, oficialmente devido ao histórico de segurança insatisfatório em 19 de março de 2011.

## Frota
A frota da Pamir Airways consistiu nas seguintes aeronaves:
| Aeronaves                  | Total | Período de operação | Notas |
| -------------------------- | ----- | ------------------- | ----- |
| Boeing 737-200             | 2     | 2007-2008           |       |
| Boeing 737-400             | 5     | 2009-2015           |       |
| McDonnell Douglas DC-10-10 | 1     | 2005-2005           |       |

## Acidentes
- 17 de maio de 2010: um Antonov An-24, prefixo YA-PIS, operando o Voo Pamir Airways 112, caiu em Salang Pass, 100km ao norte de Kabul, Afeganistão.[6] O avião estava a caminho do Aeroporto de Kunduz para Cabul, quando de repente desapareceu do radar.[7][8] Todos os 44 ocupantes a bordo, entre passageiros e tripulantes, morreram.